# Тровање шкољкама са дијарејом
Тровања шкољкама са дијарејом (акроним DSP од енг. Diarrheal shellfish poisoning) у већина случајева је резултат конзумирања храном токсичних шкољкаша као што су дагње. Овај синдром је једна од познатих интоксикација узрокованих морским биотоксинима који не само да угрожава здравље отрованих већ изазива и велику забринутост у индустрији шкољкаша, због обустављања активности сакупљања дагњи и других шкољака.

## Епидемиологија
Ова врста тровања је пријављене у Европи, Азији, Северној Америци, Јужној Африци, Аустралији и Новом Зеланду.
Вале П. (2012) известио је да је контаминација португалских шкољкаша токсинима узрочницима појава тровања шкољкама са дијарејом која се понавља сваке године, настаје под утицајем метеоролошких параметара који непосредно утичу на цветање узрочника, токсичних микроалги, које припадају роду Dinophysis.

## Етиопатогенеза
Тровања шкољкама са дијарејом је благо тровање. Чини се да је главни узрочник окадаична киселина (иако су умешани и други), коју производе динофлагелати (микроалге) које уносе шкољке које се хране филтратом (нпр остриге, дагње, шкољке) које концентришу токсин и потом се конзумирају. 
Акумулација токсина у било којој врсти шкољки је још увек мало позната. Ове токсине производе динофлагелати који припадају родовима Dinophysis и Prorocentrum, чак и ако се први род сматра главним извором, док су врсте Prorocentrum недоступне за дагње које се хране суспензијом. Међу организме који стварају ове токсине су следећи морски динофлагелати:
- Dinophysis acuta, D. caudate, D. fortii, D. norvegica, D. mitra, D. rotundata, D. sacculus, D. fortii, D. miles, D. norvegica, tripos,
- Prorocentrum lima, P. arenarium, P. belizeanum, P. cassubicum, P. concavum, P. faustiae, P. hoffmannianum, P. maculosum,
- Protoceratium reticulatum,
- Coolia sp.,
- Protoperidium oceanicum, P. pellucidum,
- Phalacroma rotundatum.

Токсини код тровања шкољкама са дијарејеом су полиетарска једињења са карактеристичним хемијским структурама груписана у четири структурне класе:
- Јесотоксинокадаинска киселина (okadaic acid (OA)) сложени дериват C 38 масне киселине њени деривати (динофизистоксин или dinophysistoxin or DTX);
- пектенотоксин (pectenotoxin (PTX));

- јесотоксин и његови деривати (yessotoxin (YTX)),

- Азаспирацидазаспирацид (azaspiracid (AZA)).

Међу осталим поменутим класама, прво се веровало да су пектенотоксин и јесотоксин релевантни у овом синдрому због њиховог заједничког појављивања у шкољкама са окадаинском киселином, али нису умешани у људске болести,док азаспирацид изазива облик тровања који карактеришу мучнина, повраћање, дијареја и грчеви у стомаку.
Што се тиче токсина из групе липофилне окадаинске киселине, која је снажан инхибитор протеин фосфатаза 1 и 2А у ћелијама сисара. Изазива дијареју инхибирајући протеине који контролишу излучивање натријума у ћелијама црева. Како су растворљиви у мастима они лако пролазе кроз ћелијску мембрану одређујући инхибицију серин и треонин фосфо-протеин фосфатаза.
Пектенотоксини су циклични полиетри морског порекла и PTX-2 је главни токсин те групе. Они су повезани са случајевима дијареје и другим симптома сличним онима изазваним окадаинском киселином и њеним дериватима.Они ометају актин у цитоскелету и могу изазвати заустављање ћелијског циклуса и смрт ћелије.
Јесотоксин и његови аналози су полиетерски токсини који производе динофлагелати Protoceratium reticulatum, Lingulodinium polyedrum и Gonyaulax spinifera. Чак и ако су повезани са ДСП групом, они не изазивају дијареју или инхибицију протеинских фосфатаза.и њихови симптоми су још увек непознати код људи. Може изазвати двоструко повећање калцијума у неуронима малог мозга. Изазива и моторичку дискординацију због кортикалних промена у малом мозгу.
Азаспирациди су полиетарски токсини који садрже азот који се састоје од јединственог спиралног прстена који садржи хетероциклични амин и део алифатичне карбоксилне киселине. Чак и ако је идентификован 21 различит аналога, АЗА1, АЗА2 и АЗА3 су најважнији у зависности од појаве и токсичности.

## Клиничка слика
Симптоми узроковани ОА групом који су углавном благи укључују у:
- 92% случајева дијареју или пролив (који је доминантан симптом),

- 80% случајева  мучнину,

- 79% случајева повраћање,

- 53% случајева бол у трбуху,
- 10% случајев  грозницу.

Симптоми почињу 30 минута  након конзумирања контаминираних шкољки и трају до неколико сати. Потпуним опоравком настаје у року од 3 дана.

## Терапија
Лечење је симптоматско и подржавајуће. Нису пријављени случајеви смрти код тровања шкољкама са дијарејом.

## Превенција
Прекид продаје дагњи и рано јавно објављивање појаве тровања шкољкама веома су ефикасне мер у контроли избијања тровање шкољкама са дијарејом. ( Цхен ет ал., 2013 ).